# Wynyard, Kanada

Wynyard är en stad (1 744 inv år 2006) i den kanadensiska provinsen Saskatchewan. Staden, som grundades 1905 av isländska immigranter, ligger 185 km norr om provinshuvudstaden Regina vid Saskatchewan Highway 16, som utgör en del av Yellowhead Highway. Norr om Wynyard ligger dess viktigaste turistattraktion, två saltvattenssjöar som heter Quill Lakes.
Stadens enda nationella kändis genom tiderna är parlamentsledamoten Lorne Nystrom.